# Formentera
|  | Aquest article tracta sobre el municipi de les Pitiüses. Si cerqueu l'article sobre el municipi del Baix Segura, vegeu «Formentera del Segura». |

Situació de Formentera respecte als Països Catalans

Formentera és una de les illes Pitiüses, que consta d'un únic municipi. Amb una superfície de 83,2 km² és l'illa habitada de menor extensió de les Illes Balears. Ocupa la posició més meridional, separada de l'illa d'Eivissa per un estret pas d'aigua i d'illots anomenat es Freus, de 7 quilòmetres de longitud.

## Nom

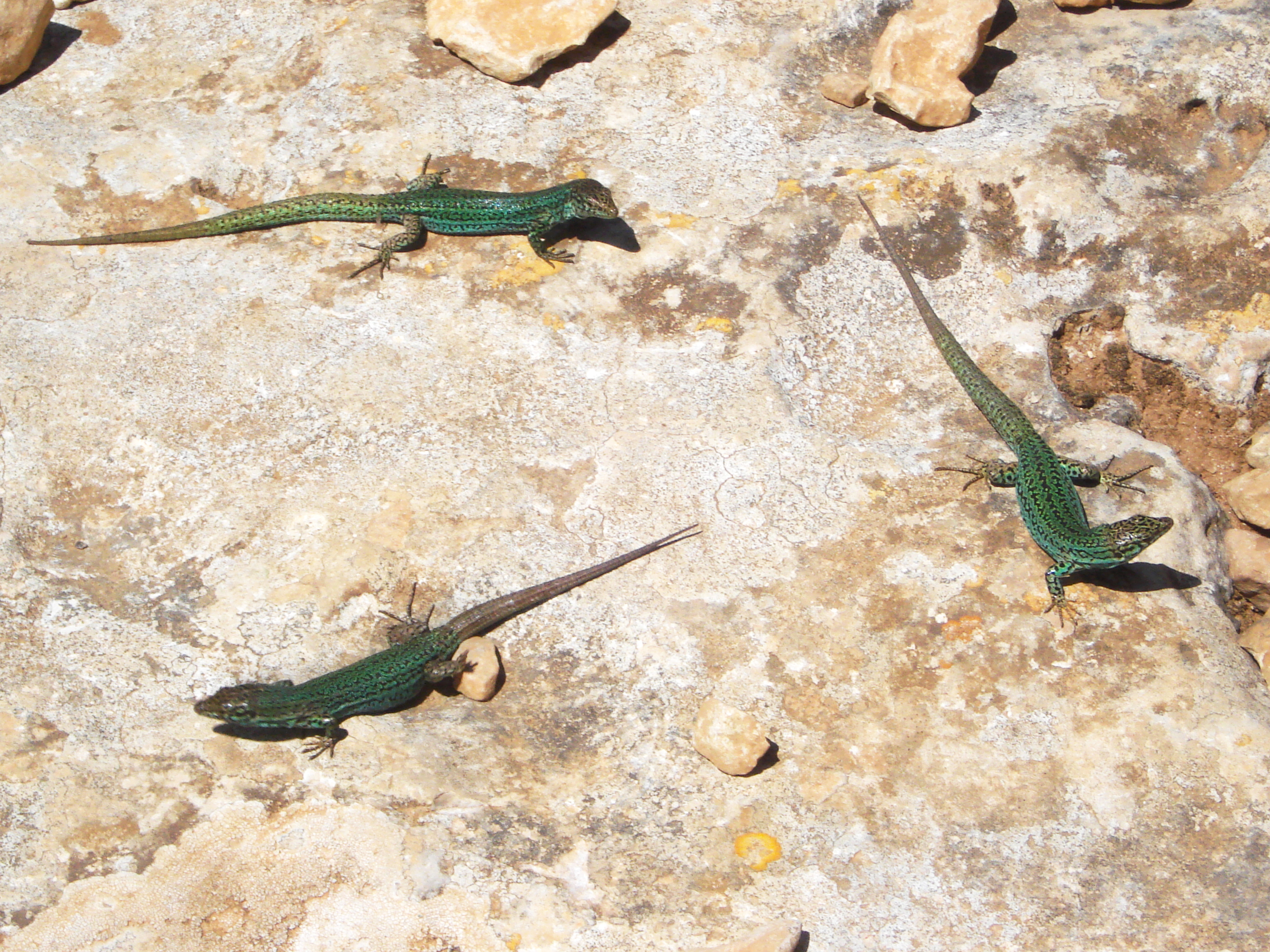
El nom d'Ofiüssa podria fer referència al gran nombre de sargantanes

Els grecs l'anomenaren Ofiüssa (Ὀφιοῦσσα, ophioūssa, amb el sufix -oussa, molt corrent per anomenar illes, i paral·lel a Cromiüssa (Mallorca), Melussa (Menorca) i Pitiüssa (Eivissa)), apel·latiu també donat a altres illes i que significa 'illa de les serps'. Pels antics, el motiu d'aquest nom era que l'illa era plagada de serps; la realitat és, però, que a l'illa eren totalment absents, com a Eivissa. Probablement es tracta d'una falsa creença ocasionada a partir del nom i del fet que romania despoblada, mentre que el nom provenia de la simple oposició amb Eivissa, illa sense serps gràcies a la protecció del déu Bes. També és possible, certament, que les sargantanes de l'illa fossin confoses per serps. Els romans traduïren el topònim grec i l'anomenaren Colubrària.
Al llarg de l'antiguitat tardana, el nom d'Ofiüssa o Colubrària es perdé, substituït pel de Formentera. Aquest topònim es documenta per primera vegada el segle x en la versió a Sebastià de la Crònica d'Alfons III a propòsit de l'expedició normanda de 859, sota la forma Fermentella. La interpretació tradicional, juntament amb el topònim de Formentor, els relaciona amb el nom del forment. No obstant això, sembla improbable que cap dels dos llocs destacàs per la seva producció de blat, i per això és més raonable considerar-los derivats del llatí promontorium.

## Geografia física
El municipi inclou, a més de l'illa de Formentera, les illes i illots del voltant, entre els quals destaquen s'Espalmador i s'Espardell. La superfície total del municipi és de 83,20 km², cosa que suposa només l'1,64% de la superfície total de les Balears. L'illa té una forma allargassada d'est a oest, formada per dos promontoris a cada extrem i una franja de terreny llarga i estreta que els uneix.
La Mola i el cap de Barbaria, o el pla del Rei, són els dos massissos plans que s'eleven bruscament sobre el mar formant uns penya-segats de més de 100 m pràcticament en vertical. L'altitud màxima de l'illa és de 195 metres a sa Talaiassa de la Mola.
Entre els dos promontoris es troba una franja bàsicament sorrenca i dunar anomenada es Carnatge. La part més estreta fa només 1,5 km d'amplada.

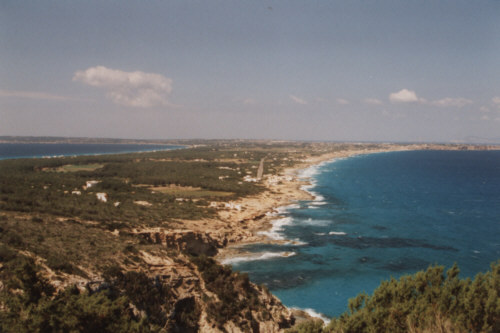
Imatge de l'illa des del mirador de la Mola

Al nord hi ha dues extenses llacunes litorals: l'estany des Peix i l'estany Pudent. Al nord de l'estany Pudent, la península des Trucadors, és un conjunt de dunes de 3 km de longitud i una amplada mínima de 100 m. A l'extrem nord, un estret braç d'aigua de 50 m, anomenat es Pas de n'Adolf, separa Formentera de s'Espalmador.
L'orografia plana de l'illa fa que les precipitacions siguin escasses i que la temperatura sigui uniforme. La precipitació mitjana anual és de 370 mm. La temperatura mitjana anual ronda entre els 17 i els 18 °C.
La PM-820 és una carretera que s'inicia al port de La Savina i acaba al punt més oriental de l'illa (el Far de La Mola). En el seu recorregut travessa els principals nuclis urbans de l'illa (La Savina, Sant Francesc de Formentera, Sant Ferran de ses Roques, el Caló de Sant Agustí i El Pilar de la Mola), excepte Es Pujols. Té una longitud total de 20 quilòmetres.
A la costa es troben aquestes cales: Cala en Baster, el Caló de Sant Agustí, la cala des Codolar, caló des Mort, cala Saona i caló d'en Trull.

## Geografia humana

### Organització territorial
L'organització tradicional del territori és en parròquies i vendes. Les parròquies són Sant Francesc de Formentera, Sant Ferran de ses Roques i el Pilar de la Mola, els tres pobles principals de l'illa. En els darrers anys, s'han desenvolupat altres pobles eminentment turístics: es Pujols, el Caló de Sant Agustí o la Savina. Les vendes són una organització típica d'Eivissa i Formentera, motivada per la població tradicionalment disseminada. L'illa està dividida en catorze vendes.

## Demografia
| Entitat de població         | Habitants |
| --------------------------- | --------- |
| Bardetes, ses               | 247       |
| Caló de Sant Agustí         | 318       |
| Cap de Barbaria, es         | 1.136     |
| Pilar de la Mola, el        | 576       |
| Pujols, es                  | 555       |
| Salines, ses                | 10        |
| Sant Ferran de ses Roques   | 1.197     |
| Sant Francesc de Formentera | 2.228     |
| Savina, la                  | 439       |

Els llinatges més comuns de Formentera, tots d'importació eivissenca, són Ferrer, Maians (Mayans), Escandell, Tur, Torres, Joan (Juan), Marí, Costa, Serra, Castelló i Verdera, i, en menor mesura, també Ribes (Ribas), Roig, Cardona, Iern (Yern, derivat d'Isern), Colomar, Riera, Guasc (Guasch), Bonet (menys sovint escrit Boned), Portes (Portas), Rosselló (més sovint escrit Roselló) i Sunyer (Suñer). De tots, els més característics són Maians (escrit Mayans), Verdera i Castelló, més habituals en xifres absolutes a Formentera que no pas a Eivissa. Pel que fa a Iern (escrit Yern), el municipi pitiús on és més habitual és Formentera, malgrat que, en xifres absolutes, ho és més a Eivissa (sobretot a Santa Eulàlia).

## Història
La història de Formentera està molt lligada a la història d'Eivissa, però durant llargs períodes ha estat despoblada a causa de les incursions berberisques, o habitada esporàdicament, donant lloc a una particularitat respecte a l'illa veïna.

### Prehistòria
Hi ha poques dades sobre la prehistòria de Formentera. L'estudi d'aquest període es va iniciar amb la descoberta del sepulcre de ca na Costa l'any 1974. Es tracta d'un conjunt megalític d'una estructura complexa formada per tres cercles concèntrics i una cambra central. Està datat del voltant de l'any 2000 aC. Els diferents fragments trobats de ceràmica, botons i eines de sílex demostren l'existència d'intercanvis amb les altres illes.
El conjunt de poblaments del cap de Barbaria, entre altres menors, són de l'edat del bronze, entre l'any 1600 i 1000 aC. Indiquen un poblament de grups familiars sedentaris.

### Edat antiga
Mentre que els fenicis primer, i sobretot els púnics després, s'instal·len a Eivissa formant una important colònia, no n'hi ha dades sobre Formentera. Probablement va quedar deshabitada, o sense població estable, entre els segles v i i aC. El geògraf grec Estrabó l'anomena Ofiusa, 'illa de les Serps', nom que va adoptar Plini el Vell en llatí com Columbrària. Es va difondre el mite que l'illa era deserta per culpa de tota mena de serps verinoses. És possible que el nom estigui relacionat amb el nom púnic de les illes Pitiüses, YBSM, referit al déu Bes que, entre altres coses, dominava les serps.
De l'època romana, a partir del segle i, es troben jaciments que indiquen l'explotació de recursos i una població estable. A l'època del baix Imperi pertany el castellum de can Blai, una construcció militar quadrada amb cinc torres, probablement amb funció de refugi de la població agrícola.
Els segles v a ix són obscurs, excepte el període romà d'Orient, quan se'n reconstrueixen antics establiments romans.

### Període islàmic
El període islàmic (902 – 1235) suposa una nova organització social i econòmica al voltant de l'alqueria com a unitat productiva agrícola. La població és culta i fortament arabitzada.
El 1109 pateix una incursió noruega dirigida per Sigurd I de Noruega Magnússon "Jórsalafari" Els fets queden recollits en la història dels reis de Noruega redactada per l'islandès Snorri Sturluson vers el 1220 i coneguda amb el títol de Heimskringla o Orbe del Món, en concret, en la part de la Heimskringla coneguda amb el nom de Magnússona saga o Història dels fills del rei Magnús III en Cames-despullades. i en la tradició popular formenterera al voltant de la cova des Fum. L'illa apareix esmentada a la Heimskringla sota el nom de Forminterra.

### Baixa edat mitjana[16]
La cultura i l'estructura social es transformen de manera sobtada amb la conquesta catalana del 1235. L'illa es divideix en quartons assignats als conqueridors: Guillem de Montgrí es queda amb la Mola i es Carnatge, l'infant Pere de Portugal amb es Cap i el comte Nunó Sanç amb Porto-salè. Poc després Montgrí compra la part que pertanyia a Nunó Sanç, i el quartó des Cap passa al rei (la part més meridional és el pla del Rei). Montgrí va cedir part de la Mola per a la construcció del monestir agustí de Santa Maria de Formentera.

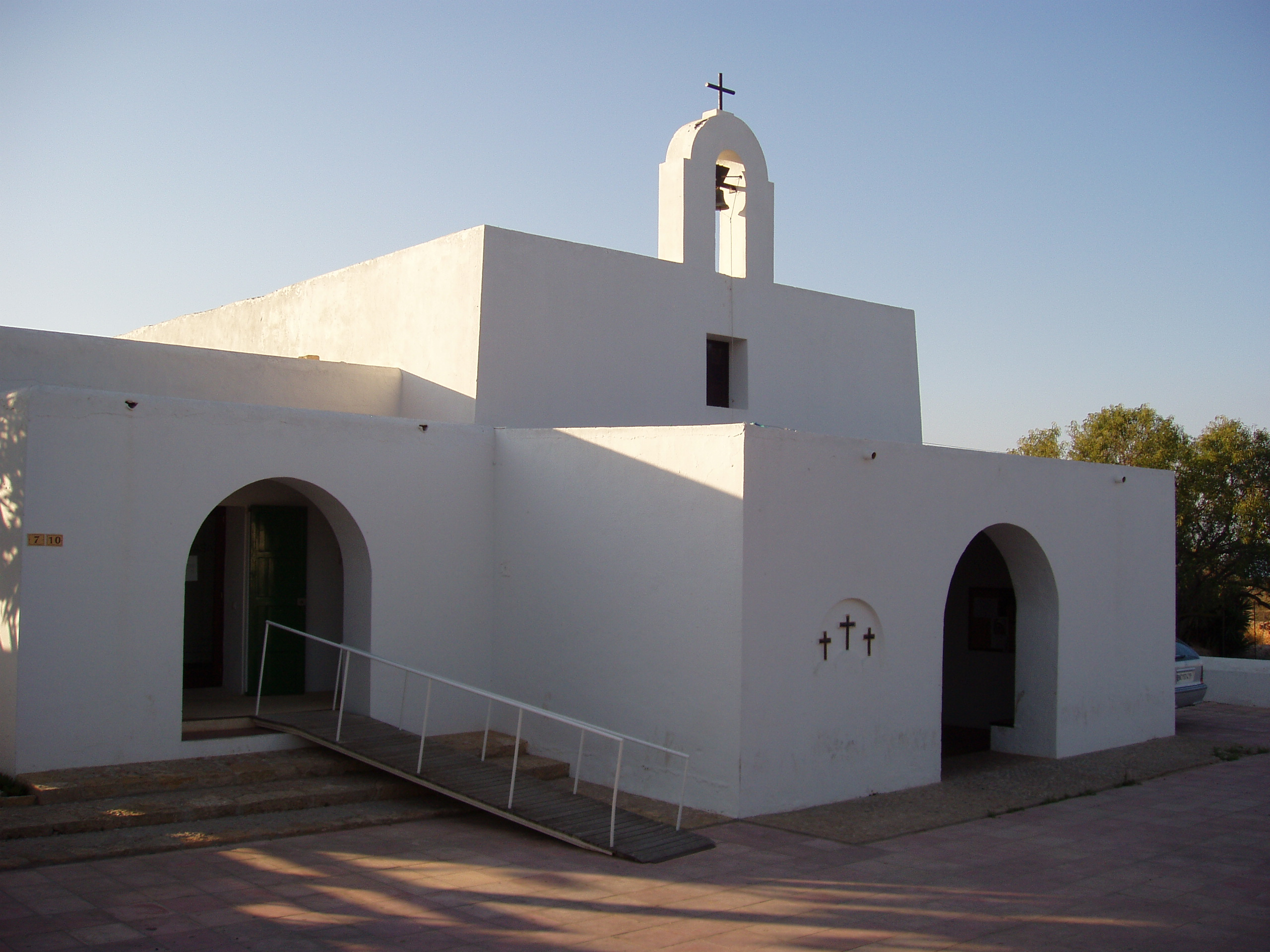
Església del Pilar de la Mola

A mitjans del segle xiv, a conseqüència de les incursions berberisques, l'illa queda despoblada i només és habitada de manera temporal per a l'extracció de la sal i feines de ramaderia. L'església de sa Tanca Vella, de reduïdes dimensions i sense cementiri, data del 1369.
En el segle xvi tingué lloc la batalla de Formentera, en què la flota de Rodrigo Portuondo fou derrotada per l'otomana d'Aydin Reis, que evacuava moriscos del Regne de València i es construeixen les torres de vigilància de la Mola, es Cap i s'Espalmador com a punts estratègics per a la defensa d'Eivissa dels atacs corsaris. Gairebé tres segles sense població estable varen fer que augmentassin els recursos naturals de l'illa, on predominava el bosc i la caça.

### Repoblament delseglexviii

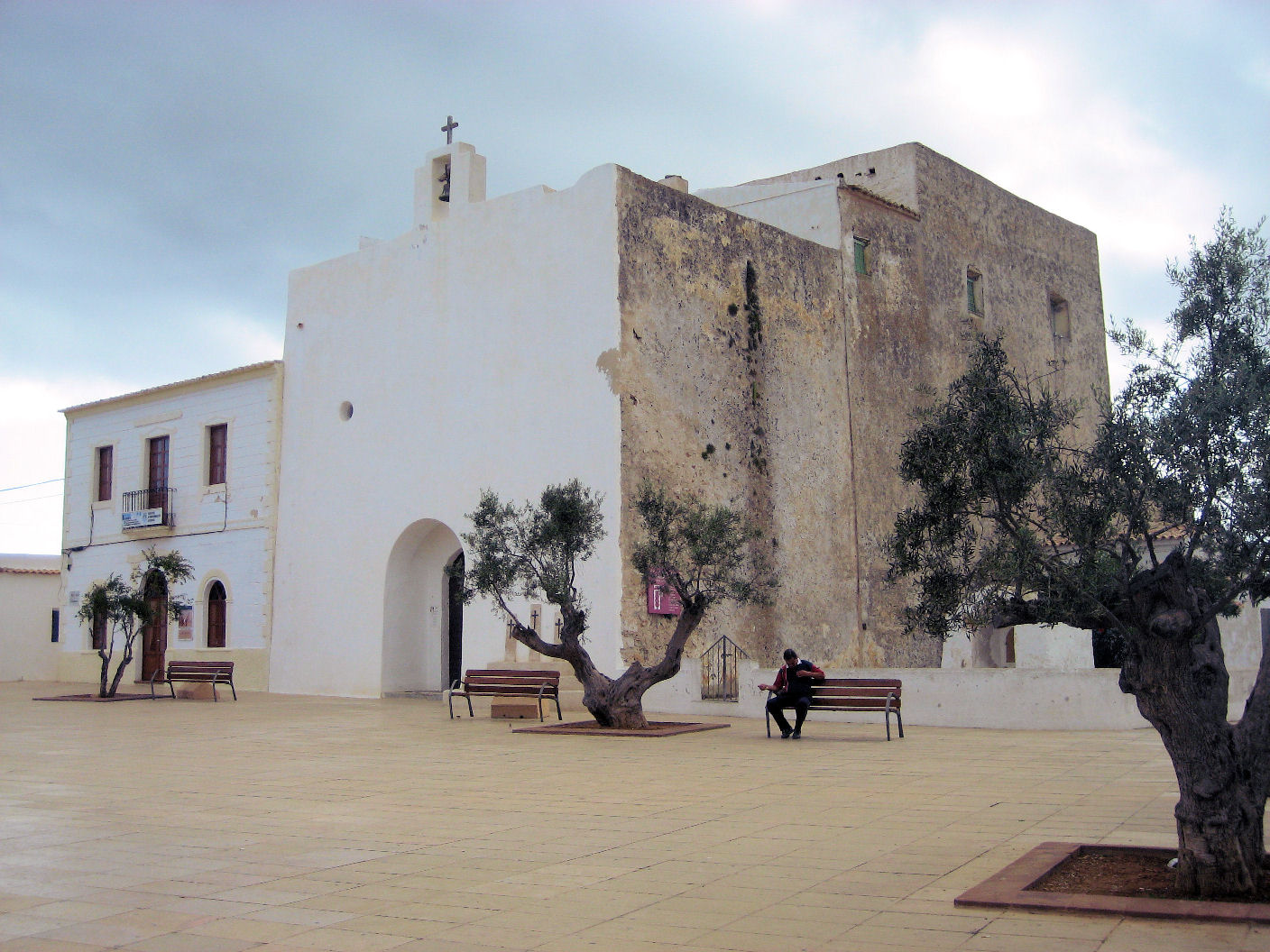
Església de Sant Francesc

Al 1695 el rei Carles II feu concessió de terres a la família de Marc de Joan Ferrer i s'inicia el repoblament d'eivissencs. Els primers pobladors s'instal·len al voltant de sa Tanca Vella i el 1738 es construeix l'església de Sant Francesc, amb la funció de temple i de refugi, i constitueix un incipient nucli de població. L'església del Pilar de la Mola és del 1784. A la zona de les Roques s'instal·len els treballadors de les salines. Però la major part de la població viu dispersa segons l'organització tradicional eivissenca en vendes. L'any 1800 hi havia 1.200 habitants aproximadament.

### Segles XIX a XXI[19]
La derrota del bàndol austriacista en la Guerra de Successió Espanyola suposa la confiscació de les salines, el principal recurs de l'illa. Les condicions de vida són dures i l'economia és de subsistència, bàsicament agrària. L'illa es troba desforestada i els estanys saliners en mal estat. El 1822 s'instaura breument el primer ajuntament de l'illa, reinstaurat el 1837 i novament suprimit entre 1870 i 1888. El setmanari El Ibicenco durant aquell any i durant l'any següent es va fer ressò de la presa d'autogovern de Formentera i la respectiva secessió envers Eivissa i la criticaren fortament considerant que un Ajuntament a Formentera era contraproduent fins i tot pels mateixos formenterers. Tot i les dificultats inicials la vida municipal i electoral de Formentera s'acabà normalitzant i el maig de 1895 se celebraren les primeres eleccions de les quals es té constància.

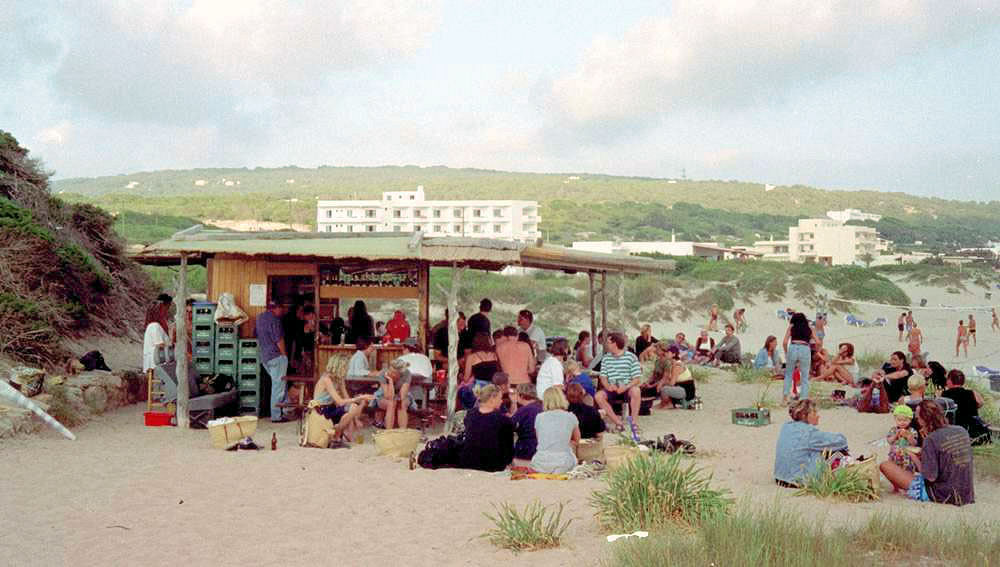
Turisme a la platja

Durant el darrer terç del segle xix i el primer terç del segle xx es produeix una gran emigració masculina a Cuba, l'Uruguai i l'Argentina, propiciant l'apel·latiu, pels eivissencs, de l'"illa de ses dones". Els ingressos de l'emigració, majoritàriament temporal, suposen un augment del nivell de vida.
L'anarquisme esdevé el referent polític de l'illa, amb una llarga vaga dels treballadors saliners iniciada el 1931 i una important mobilització social en demanda d'un ús comunitari de l'Estany des Peix. A l'inici de la Guerra Civil espanyola l'illa és ocupada durant unes setmanes pels milicians republicans comandats pel capità republicà Alberto Bayo Giroud, que l'envairen a bord d'unes fragates: assaltaren l'església, assassinaren a tirs dues persones; torturaren i assassinaren posteriorment el capellà. Recuperada pel bàndol franquista s'inicia una repressió amb afusellaments, exili i empresonaments. Entre el 1940 i el 1942 s'instal·la a la Savina una colònia penitenciària on van morir de gana un centenar de presoners. Les dècades del 1940 i 1950 tornen a ser anys d'aïllament, escassetat i mera subsistència.
A principis de la dècada del 1960, el turisme provoca una nova ruptura econòmica i social. S'inicia amb l'arribada d'integrants del moviment hippie i després moviments naturistes. Es construeixen els primers establiments turístics, la majoria com a petits negocis familiars; es remodela el port de la Savina com a principal punt de comunicació i es milloren les infraestructures en general.
A partir dels anys vuitanta comencen les demandes socials per la preservació d'espais naturals i per un model turístic propi: campanyes contra la urbanització de l'estany des Peix, el càmping des Ca Marí, etc.

## Economia
La seva economia depèn majoritàriament dels ingressos del sector turístic, l'activitat del qual està centrada en la temporada d'estiu. Les principals poblacions turístiques de Formentera són la Savina i Es Pujols.

### Els molins
Fins a mitjan segle xx, l'economia de l'illa era de subsistència, depenent de la pesca, l'explotació de la sal i, principalment, una agricultura molt precària, atesa la poca qualitat de la terra.
Actualment, encara es conserven els antics molins de vent per moldre el cereal que es produïa. Originàriament eren molins de sang, que posteriorment es transformaren en molins de vent, atesa l'exposició als vents de l'illa. Són els següents:

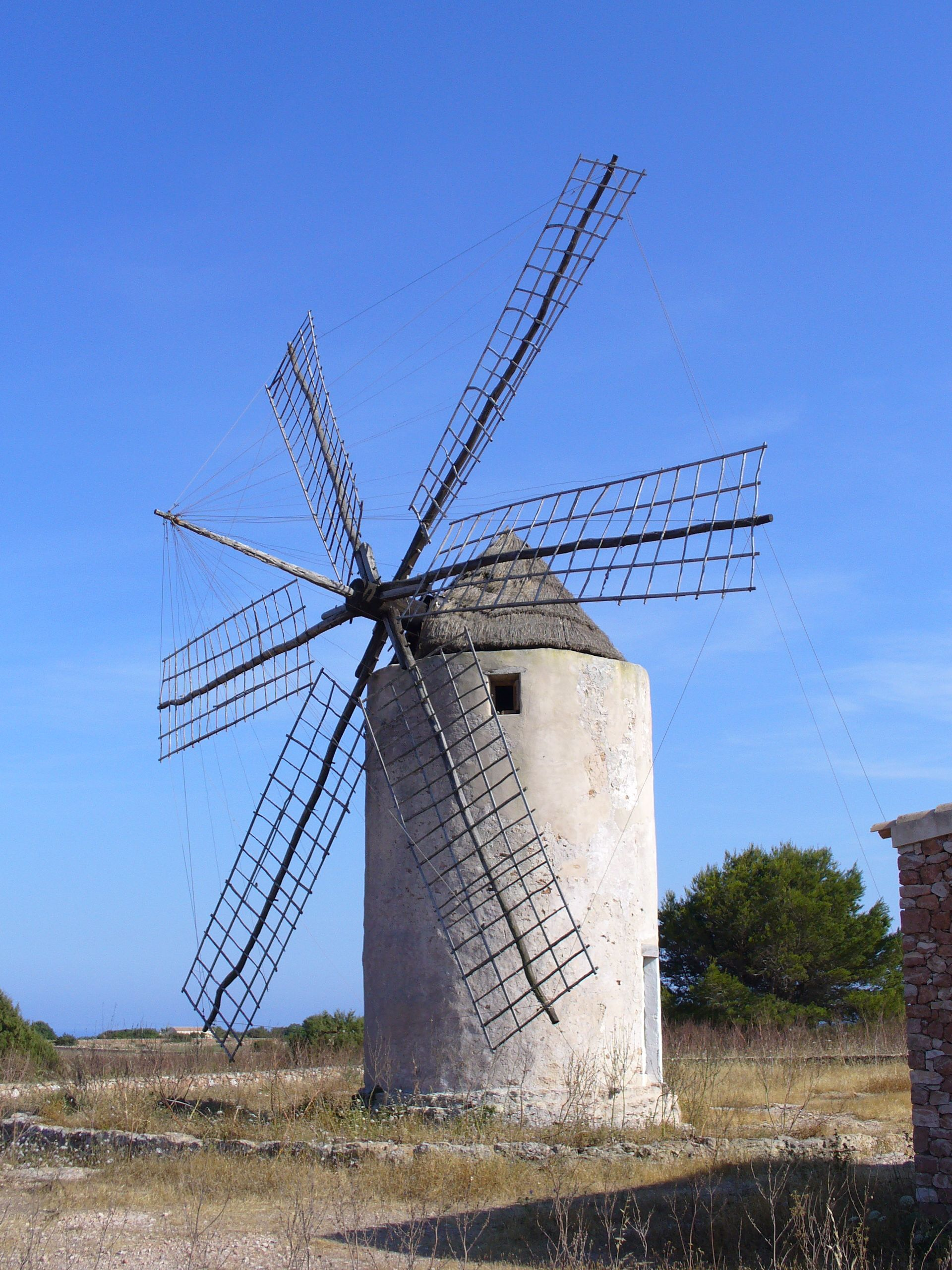
Molí Vell de la Mola
Documentat de l'any 1778, era inicialment un molí de sang. És el que està més ben conservat i manté la maquinària completa. El comprà, el 1993, la Fundació Illes Balears; i és al catàleg del Patrimoni Cultural de Formentera.
Molí d'en Botigues
Situat a la Mola, segons fonts orals es va construir a finals del segle xix. Va deixar de moldre als anys cinquanta del segle xx.
Molí de ses Roques
Antic molí de sang, transformat en molí de vent. Ja existia el 1797. L'any 1936 va deixar de moldre. Es va adaptar com a habitatge, annexionat a una casa de nova construcció, la dècada de 1960.
Molí d'en Teuet
Inicialment va ser un molí de sang i és el més antic que es troba documentat. Ja existia l'any 1773. Va deixar de moldre l'any 1964.
Molins de la Miranda
Es coneixen amb aquest nom el molí d'en Mateu i el d'en Jeroni. El d'en Mateu és el que està situat més a prop de l'església de Sant Francesc Xavier. Es varen construir durant el segle xix, i varen deixar de funcionar en la dècada de 1950.
Molí d'en Simó
Actualment només resten vestigis d'allà on s'aixecava el molí. La torre fou derruïda devers el 1950. Estava situat a la venda del cap de Barbaria.

## Política
Arran de l'aprovació de la reforma de l'Estatut d'Autonomia de les Illes Balears de 2007, es creà el Consell de Formentera. La institució està formada pels tretze regidors sorgits de les eleccions a l'Ajuntament, que esdevenen alhora consellers insulars.
Així doncs, l'àmbit de Formentera quedà independent de vincles institucionals amb Eivissa;ja que deixà de dependre, com fins aleshores, del Consell d'Eivissa i Formentera.
Les eleccions al Consell de Formentera que se dugueren a terme el 2023 les guanyà la formació SA UNIÓ, que va obtenir 9 regidors. Gent per Formentera va obtenir 5 regidors, i el PSIB-PSOE 3 regidors. La resta de formacions que es van presentar no van obtenir representació. Llorenç Córdoba va ser escollit president del consell.

## Comunicacions
L'única manera d'accedir a l'illa és amb vaixell des de l'Illa d'Eivissa, i durant els mesos estivals es programen connexions diverses entre Formentera i el municipi valencià de Dénia. El vaixell és una manera econòmica de viatjar a Formentera que, a més, permet el viatge amb automòbil. Les línies JET uneixen els ports d'Eivissa i La Savina, amb vaixells proveïts d'hidrojet, en menys de 30 minuts.
Per a moure's per l'illa hi ha diverses opcions: 2 línies d'autobusos urbans a l'hivern —i 7 a l'estiu—, que uneixen principals punts de l'illa com el port de La Savina o Sant Francesc de Formentera. També hi ha una xarxa de carreteres, d'entre les quals destaca la PM-820, que travessa l'illa passant pels nuclis més importants.

## Curiositats
Com moltes altres illes de la Mediterrània, Formentera s'ha volgut identificar, tant acadèmicament com literàriament, a diversos indrets de la geografia de l'Odissea. Així, el tema «Formentera Lady», escrit per Peter Sinfield i inclòs en l'àlbum de King Crimson Islands (1971), identifica Formentera amb l'illa d'Eea, on habita la màgica Circe: «here Odysseus, charmed for dark Circe, fell: still her perfume lingers, still her spell». Per la seva banda, el filòleg Joan Coromines, «amb una bona mesura d'escepticisme», deixa constància en el seu Onomasticon Cataloniae de «la teoria segons la qual l'illa de Calipso de l'Odissea seria Formentera».